# Contea di Franklin (Idaho)
La contea di Franklin, in inglese Franklin County, è una contea dello Stato dell'Idaho, negli Stati Uniti. La popolazione al censimento del 2000 era di 11 329 abitanti. Il capoluogo di contea è Preston.

## Geografia fisica
La contea si trova nella parte meridionale dell'Idaho. L'U.S. Census Bureau certifica che l'estensione della contea è di 1731 km², di cui 1723 km² composti da terra e i rimanenti 8 km² composti di acqua.
La contea si trova nel sud-est dello Stato, al confine con lo Utah. Il fiume principale è il Bear River. Nella contea si trova parte della foresta nazionale di Caribou-Targhee.

### Contee confinanti
- Contea di Caribou - nord
- Contea di Bear Lake - est
- Contea di Rich (Utah) - sud-est
- Contea di Cache (Utah) - sud
- Contea di Oneida - ovest
- Contea di Bannock - nord-ovest

## Storia
La Contea di Franklin venne costituita il 20 gennaio 1913. Il nome le è stato dato in onore a Franklin Dewey Richards, apostolo della Chiesa di Gesù Cristo dei santi degli ultimi giorni, ed è l'unica contea degli Stati Uniti che si chiama Franklin ma non in onore di Benjamin Franklin.

## Comuni

### Cities
- Clifton
- Dayton
- Franklin
- Oxford
- Preston (capoluogo)
- Weston